# Кодень (зупинний пункт)
Кодень (біл. Кодзень) — пасажирський залізничний зупинний пункт Берестейського відділення Білоруської залізниці на неелектрифікованій лінії Берестя-Південний — Влодава між зупинними пунктами Страдеч та Знам'янка. Розташований на південно-західній околиці села Страдеч Берестейського району Берестейської області. 